# NGC 343
NGC 343 es una galaxia espiral de la constelación de Cetus. 
Fue descubierta el 1886 por el astrónomo Frank Muller.